# Top Dance/Electronic Albums
Die Top Dance/Electronic Albums ist eine wöchentlich erscheinende Hitparade von Billboard. Die Charts beruhen auf Verkaufszahlen in den Vereinigten Staaten und werden durch Nielsen SoundScan ermittelt. Die Charts beziehen sich auf Alben die der Genre EDM zuzuordnen sind. Ebenfalls berücksichtigt werden Remixalben, Kompilationsalben und Pop bzw. Hip-Hop Alben mit überwiegenden Elementen aus der elektronischen Tanzmusik.

## Meiste Wochen auf Platz eins
132 Wochen
- Lady Gaga − The Fame

46 Wochen
- The Chainsmokers − Memories…Do Not Open

39 Wochen
- Gnarls Barkley − St. Elsewhere

34 Wochen
- Gorillaz − Demon Days
- Lady Gaga − Chromatica

21 Wochen
- Daft Punk − Random Access Memories